# (5707) Shevchenko
(5707) Shevchenko es un asteroide perteneciente al cinturón de asteroides descubierto el 2 de abril de 1976 por Nikolái Stepánovich Chernyj desde el Observatorio Astrofísico de Crimea (República de Crimea).

## Designación y nombre
Designado provisionalmente como 1976 GY3. Fue nombrado Shevchenko en homenaje a Vladislav Vladimirovich Shevchenko, jefe del Departamento de Investigación Lunar y Planetaria del Instituto Astronómico Sternberg en Moscú y Presidente del Grupo de Trabajo Lunar del Grupo de Trabajo de la IAU para la Nomenclatura del Sistema Planetario. Fue participante de las misiones espaciales 'Zond' y 'Lunokhod' y fue coautor y líder científico de los proyectos de Mapeo Global de la Luna y Marte.

## Características orbitales
Shevchenko está situado a una distancia media del Sol de 2,186 ua, pudiendo alejarse hasta 2,329 ua y acercarse hasta 2,043 ua. Su excentricidad es 0,065 y la inclinación orbital 4,342 grados. Emplea 1180,88 días en completar una órbita alrededor del Sol.

## Características físicas
La magnitud absoluta de Shevchenko es 13,4.